# Колін Каррен
Колін Джон Каррен (англ. Colin John Curran; нар. 21 серпня 1947, Ньюкасл, Австралія) — австралійський футболіст, захисник.

## Клубна кар'єра
Виступав за молодіжну команду англійського «Манчестер Юнайтед». З 1966 року виступав за австралійські клуби «Адамстаун Роусбад», «Марконі», «Адамстаун Роусбад», «Вестерн Сабарбс» та «Ньюкасл КБ Юнайтед».

## Кар'єра в збірній
У 1973 році Австралія вперше виборола путівку на чемпіонат світу (1974 року). На турнірі в ФРН Пітер зіграв з капітнаською пов'язкою у всих трьох матчах австралійців на груповому етапі (з НДР 0:2, ФРН 0:3 та з Чилі 0:0). Відзначився автоголом у матчі проти НДР. У період з 1970 по 1979 рік зіграв 34 матчі, в яких відзначився 1 голом.